# Taxodioideae
Taxodioideae ist eine Unterfamilie aus der Familie der Zypressengewächse (Cupressaceae). Ihr werden drei Gattungen zugeordnet. Vertreter dieser Unterfamilie findet man in Ostasien und dem südlichen Nordamerika.

## Beschreibung
Die Arten aus der Unterfamilie Taxodioideae wachsen als  immer- oder sommergrüne Bäume. Die Blätter sind nadel- oder schuppenartig. Sie stehen spiralig angeordnet an den Zweigen. Der chemische Stoff Taiwaniaflavon wird in den Blättern nicht gebildet.
Alle Vertreter sind einhäusig-getrenntgeschlechtig (monözisch) und ihre Samenanlage sind aufrecht.

## Systematik
Die Unterfamilie Taxodioideae wurde 1873 von Karl Heinrich Koch in Dendrologie. Bäume, Sträucher und Halbsträucher, welche in Mittel- und Nord-Europa im Freien kultiviert werden. Kritisch beleuchtet von Karl Koch, Band 2(2), Seite 186 aufgestellt. Synonyme sind Cryptomeriaceae Hayata und Limnopityaceae Hayata.
Es gibt drei rezente Gattungen in der Unterfamilie Taxodioideae, wovon zwei monotypisch sind, also nur aus einer Art bestehen.
- Sicheltanne (Cryptomeria), monotypisch
- Chinazypresse (Glyptostrobus), monotypisch
- Sumpfzypressen (Taxodium), sind die Typusgattung für diese Unterfamilie.